# 구덕교통
구덕교통(九德交通)은 부산광역시의 마을버스 운송 업체이다. 대표이사는 신해섭이다.

## 차고지
- 부산광역시 사하구 을숙도대로709번길 8 (구평동) (본사:전노선 시종착)

## 노선 목록
- 사하구9번 : 신평한신아파트(서원유통,하남초등학교) - 신평역 - 사하뷰웰아파트 - 롯데마트 - 장림시장교차로 - 동원로얄아파트입구 - 장림동원로얄듀크아파트
- 서구1번 : 구덕꽃마을 - 부산신학교(금호아파트,남성한빛아파트) - 경성전자정보고등학교 - 대신중학교 - 구덕운동장- 동신초등학교(서여고) - 부산은행 동대신동점 - 동대신역 - 서대신동시장 - 서대신역 - 부경고등학교 - 경성전자정보고등학교 - 부산신학교 - 꽃마을

## 보유 차량
전 차량이 카운티 뉴브리즈로 운행한다.